# 장 피에르 바크리

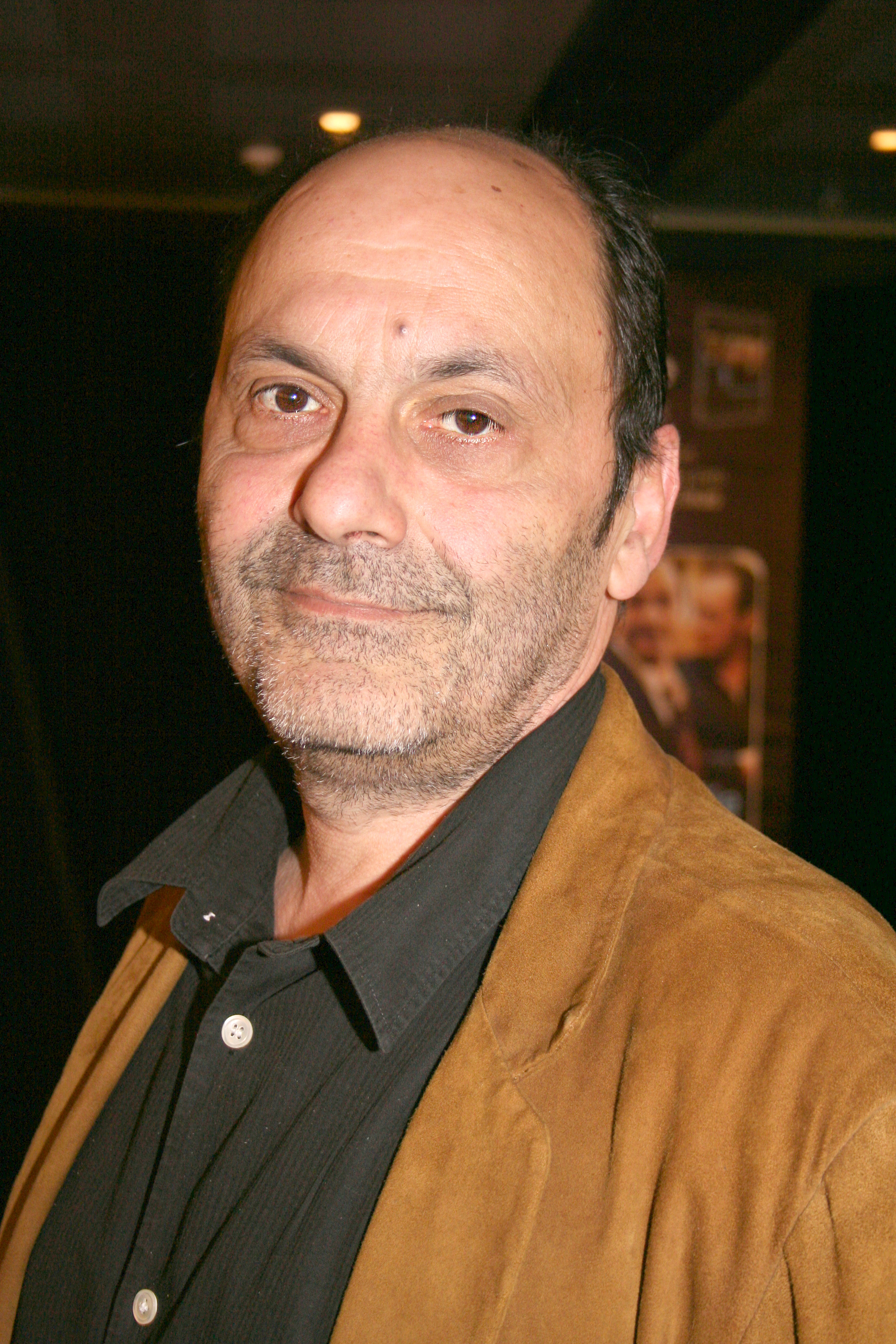

장피에르 바크리(Jean-Pierre Bacri, 1951년 5월 24일 ~ 2021년 1월 18일)는 프랑스의 각본가, 영화배우, 저자, 텔레비전 배우이다. 2021년 1월 18일, 암으로 별세했다.

## 영화
- 포토 드 파미유 (2018, Photo de famille)
- 플라스 퍼블리크 (2018년)
- 그랑 프루아 (2017년)
- 산타 앤 컴퍼니 (2017년)
- 세라비, 이것이 인생! (2017년) - 맥스 역
- 심씨의 사생활 (2015, La Vie très privée de Monsieur Sim)
- 해피엔딩 네버엔딩 (2013년) - 피에르 역
- 오르탕스를 찾아서 (2012년)
- 나이트 클러크 (2011년)
- 굿바이 게리 (2009년)
- 레인 (2008년) - 미셀 역
- 샤를리에 따르면 (2006, Selon Charlie)
- 룩 앳 미 (2004년) - 에티엔 역
- 필링스 (2003년)
- 가정부 (2002년)
- 아스테릭스 2: 미션 클레오파트라 (2002)
- 아마도 (1999, Peut-être)
- 케네디와 나 (1999, Kennedy et moi)
- 타인의 취향 (1999년)
- 방돔 광장 (1998년)
- 우리들은 그 노래를 알고 있다 (1997년)
- 디디에 (1997년)
- 가족 분위기 (1996년)
- 부엌 딸린 아파트 (1993년)
- 스모킹/노스모킹 (1993년)
- 내 인생의 남자 (1992, L'Homme de ma vie)
- Rue du départ (1986)
- 우리는 두 번 죽지 않는다 (1985, On ne meurt que deux fois)
- 공주의 결혼 작전 (1985년)
- 서브웨이 (1985년) - 배트맨 역
- 우리들 사이 (1983년)
- 제7의 표적 (1983년)